# Tercera batalla de la carretera de La Coruña
Se conoce como Tercera batalla de la carretera de La Coruña al tercer y último intento de aislar Madrid por el norte que tuvo lugar a principios de enero de 1937 y constituyó la primera batalla importante de la guerra civil española en campo abierto. Los sublevados organizaron un importante ejército, llamado División Reforzada de Madrid, que contaba con tanques italianos, baterías antitanque para contrarrestar los T-26 soviéticos y artillería pesada. Frente a ella los republicanos desplegaron un ejército compuesto de cinco divisiones, cada una con tres brigadas, aunque algunas no estaban completas y muy pocas estaban mandadas por oficiales de infantería de carrera (para mandar las cinco divisiones se tuvo que recurrir a dos oficiales retirados por la ley Azaña de 1931, a dos oficiales provenientes de las fuerzas de seguridad, y a un miliciano, el comunista Juan Modesto). Entre los días 3 y 6 de enero de 1937 la División Reforzada atacó hacia el norte y luego giró al este al llegar a la carretera de La Coruña, pero las fuerzas republicanas resistieron y el 15 de enero los sublevados tuvieron que desistir en su avance.

## Antecedentes

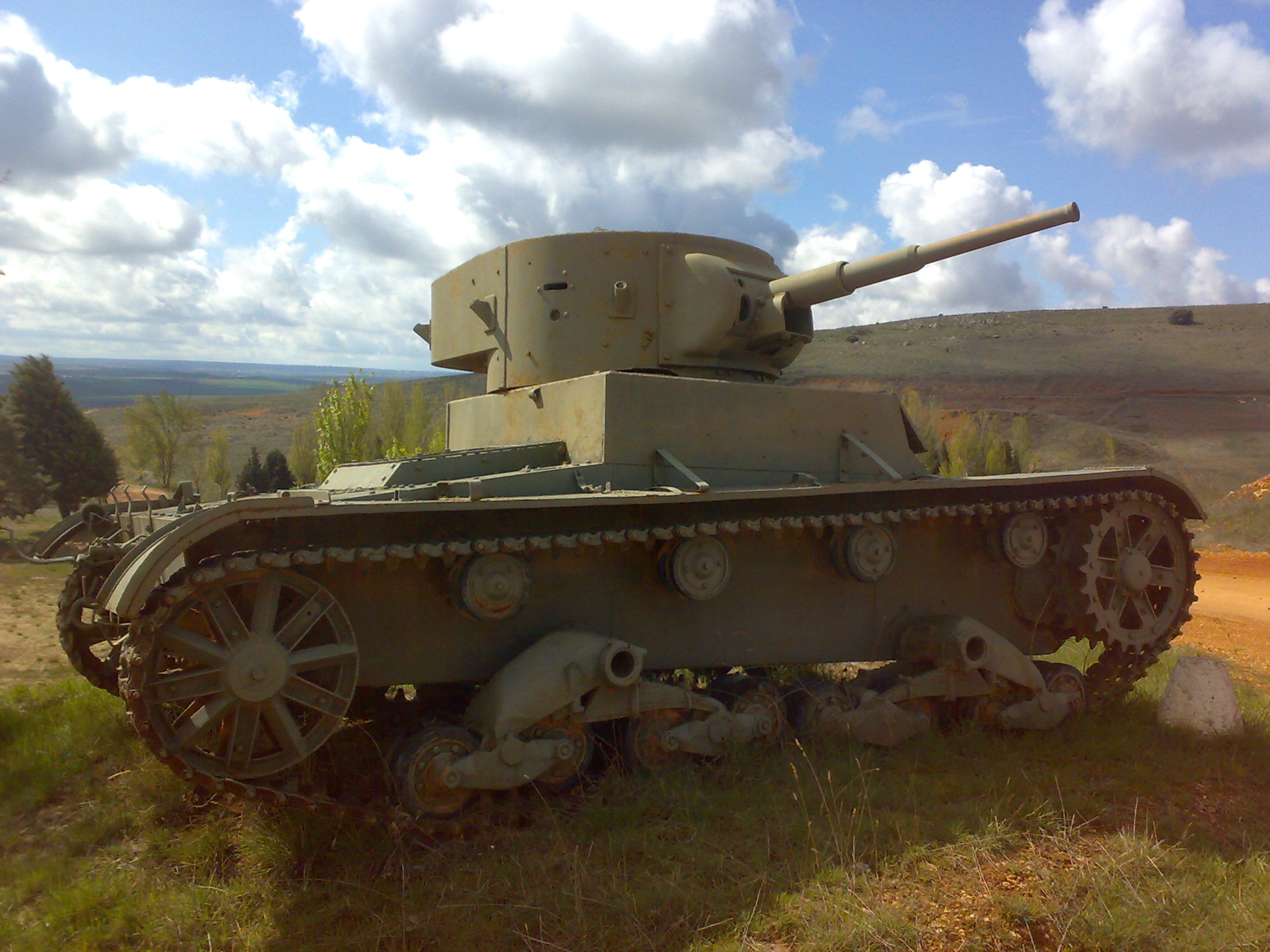
Carro soviético T-26 usado por las fuerzas republicanas.

El 6 de noviembre de 1936, cuando parecía que el ejército del bando sublevado estaba a punto de entrar en Madrid, el gobierno de Largo Caballero decidió trasladarse a Valencia, encomendando la defensa de la ciudad al general Miaja que debería formar una Junta de Defensa de Madrid. Dos días después comenzó la batalla de Madrid.
Dado que las fuerzas de los sublevados no eran superiores a las fuerzas republicanas que defendían Madrid (unos 23.000 efectivos), la penetración en la capital tendría que ser rápida y en un frente muy estrecho. Entre los días 8 y 11 de noviembre se produjeron violentos combates en la Casa de Campo. El día 13 los sublevados ocupaban el cerro de Garabitas y dos días después lograban cruzar el río Manzanares adentrándose en la Ciudad Universitaria. Pero de allí no pudieron pasar gracias a la resistencia que presentaron las fuerzas republicanas, reforzadas por la llegada de las primeras Brigadas Internacionales, de unidades de tanques soviéticos T-26 (cuya primera intervención se había producido en la batalla de Seseña) y de 132 aviones rusos "Moscas" y "Chatos" que disputaron la superioridad aérea a los 117 aviones de la Legión Cóndor alemana. El 23 de noviembre el "Generalísimo" Franco desistió de continuar el infructuoso ataque frontal a la capital y el frente quedó ese día estabilizado.
Al fracasar el ataque frontal, los sublevados decidieron envolver Madrid por el noroeste concentrando sus fuerzas para cortar la carretera de La Coruña e intentar penetrar por allí hacia la capital, aislándola al mismo tiempo de las unidades republicanas que combatían en la sierra de Guadarrama. En el primer intento que tuvo lugar a finales de noviembre (primera batalla de la carretera de La Coruña) sólo consiguieron avanzar tres de los siete kilómetros previstos, quedando detenido el ataque. El segundo intento tuvo lugar en diciembre (segunda batalla de la carretera de La Coruña) y también resultó un fracaso.

## Desarrollo de las operaciones
El tercer intento de cortar la carretera de La Coruña no fue dirigido por el general Varela, porque cayó herido el 25 de diciembre, sino por el general Orgaz que fue el designado por el "Generalísimo" Franco para sustituirle al frente de la División Reforzada. Para la operación el general Orgaz cuenta con cuatro columnas mandadas por Sáenz de Buruaga, Asensio, Barrón e Iruretagoyena. Las columnas suman cerca de veinte mil hombres, en su mayoría tropas coloniales del Ejército de África integrado por marroquíes regulares y legionarios (que suman 16 batallones de los 23 que integran las columnas) más dos compañías de carros de combate, abundante artillería pesada y ligera y tres baterías antitanque. El plan de Orgaz es lanzar una gran ofensiva desde el sur para cortar la carretera de La Coruña y después girar hacia el este desde Las Rozas de Madrid y Majadahonda para aislar Madrid por el norte. A diferencia de los ataques anteriores, esta vez los rebeldes contaban con numerosas fuerzas para llegar hasta la carretera y cortarla.
Para la defensa de Madrid el general Miaja y su jefe de Estado Mayor, el coronel Vicente Rojo, han organizado un cuerpo de ejército compuesto de cinco divisiones, cada una de las cuales consta de tres brigadas, aunque algunas de ellas están todavía en formación. En total suman 45.000 hombres.
El ataque de las fuerzas franquistas dirigidas por el general Orgaz se produjo fundamentalmente contra la 4.ª División republicana mandada por Juan "Modesto", que estaba compuesta por cuatro brigadas mixtas: la Brigada "E" del comunista Valentín González "El Campesino", la columna del anarquista Cipriano Mera, la 35.ª Brigada Mixta de Luis Barceló y la Brigada "B" de Gustavo Durán (un socialista que había sido jefe del Estado mayor del General Kléber en las Brigadas Internacionales).
El ataque comenzó el 3 de enero de 1937 con el avance de la columna de Barrón hacia la carretera de La Coruña desde Villanueva de la Cañada y al día siguiente ya estaba en las inmediaciones de Las Rozas de Madrid, donde encontró resistencia especialmente después de la llegada del batallón Edgar André y del batallón Thaelmann de las Brigadas Internacionales. A su derecha avanza la columna mandada por Eduardo Sáenz de Buruaga (y la columna de García Escámez, según Hugh Thomas) que encuentra fuerte resistencia en la zona de Pozuelo (allí los republicanos habían recibido los refuerzos del batallón Comuna de París de la XI Brigada Internacional y seis tanques soviéticos habían dejado fuera de combate a 25 tanques ligeros Panzer I alemanes). Por su parte la columna de Iruretagoyena toma el 3 de enero Villafranca del Castillo y al día siguiente Villanueva del Pardillo, donde se ha enfrentado a unidades de la XI Brigada Internacional que han retrocedido en desorden. Ese mismo día 4 la columna de Asensio ocupa Majadahonda.
El 5 de enero la 31.ª Brigada mixta, que todavía estaba en fase de instrucción, fue enviada al frente con la misión de reconquistar Las Rozas de Madrid. Con el apoyo de los tanques soviéticos, la brigada llegó hasta las mismas líneas defensivas del enemigo, a las afueras de Las Rozas de Madrid, pero la 31.ª BM no logró reconquistar la población.
El 6 de enero, después de un intenso bombardeo, los sublevados apoyados por tanques y artillería ligera consiguen alcanzar la carretera de La Coruña en el kilómetro trece, tras tomar el bosque de Remisa. Los batallones Edgar André, Thaelmann, Comuna de París y Garibaldi de la XI Brigada Internacional han sido duramente castigados. "La línea que han alcanzado las fuerzas de Orgaz les permite hacer, ahora, el temido giro, el cambio de orientación, en la dirección oeste-este que intentó Varela en las dos ofensivas anteriores. (...) La situación puede definirse en pocas palabras: el frente está a punto de derrumbarse. Desde el 15 de noviembre no se vivía en Madrid una situación tan comprometida".
El 9 de enero las fuerzas de Orgaz habían conquistado, a costa de grandes pérdidas por ambos bandos, diez kilómetros de la carretera, los que iban desde Las Rozas de Madrid hasta las últimas casas de Madrid, en Puerta de Hierro. "Orgaz ha culminado con éxito su movimiento. (...) ¿Por qué no ha seguido Orgaz la ofensiva hacia el puente de San Fernando [sobre el río Manzanares] que le habría permitido entrar en la capital [Cuesta de las Perdices abajo]? Porque no estaba previsto. Madrid se ha vuelto a salvar. Esta vez, porque no estaba previsto seguir la maniobra. Y porque a Franco no le sobran las reservas. José Miaja y Vicente Rojo [para quien en aquel momento la defensa de Madrid estaba "en una grave crisis"] recomponen su dispositivo [y consiguen consolidar el frente]". Según Gabriel Cardona las fuerzas de Orgaz llegaron a tomar el puente de San Fernando pero lo perdieron enseguida a causa de un duro contraataque de los republicanos, y otro esfuerzo para avanzar a través del monte de El Pardo fue impedido por la artillería republicana y la falta de reservas, ya que Ordaz en su avance dejó un solo batallón como reserva de los 23 con que contaba (además de persistir "en los errores de dispersar los carros de combate y la artillería").
El 11 de enero en medio de una espesa niebla y un frío terrible las fuerzas republicanas contraatacaron, reforzadas por la XIV Brigada Internacional, que había sido traída desde el Frente de Córdoba, por la XII Brigada Internacional, que estaba en Sigüenza, por la 1.ª Brigada Mixta de Enrique Líster y por tanques soviéticos mandados personalmente por el general Pavlov. Se lucha en Majadahonda y en Las Rozas de Madrid, pero la niebla se espesa y algunas unidades pierden el contacto con el resto (una pasará dos días enteros deambulando por la sierra). La batalla continuó hasta el 15 de enero, día en que ambos bandos empezaron a fortificar sus posiciones. Fue el final de la Tercera batalla de la carretera de La Coruña.

## Consecuencias
La Tercera batalla de la carretera de La Coruña se saldó, como en las dos batallas anteriores, con un nuevo fracaso de las fuerzas sublevadas porque no consiguieron penetrar en Madrid por el noroeste ni aislarla de las unidades militares situadas en la sierra de Guadarrama, aunque los sublevados conservaron los diez kilómetros de carretera que habían ocupado en su ofensiva (pero los republicanos pudieron utilizar vías alternativas de comunicación con la sierra). "De manera que el equilibrio militar parecía completo. Los rebeldes habían observado que la capacidad de resistencia de sus oponentes había aumentado, y atribuían esto a la existencia de mandos profesionales extranjeros, a la disciplina y al nuevo armamento".
El número de bajas entre los dos bandos se sitúa en torno a los 15.000 hombres, en sólo diez días de combates. Otros autores reducen a la mitad esa cifra: 6.000 bajas republicanas (500 muertos) y 1.500 de los sublevados. En cambio Gabriel Cardona aumenta considerablemente el número de víctimas mortales: 2.000 entre los sublevados y 6.000 entre los republicanos (aunque puede que este historiador se refiera al total de muertos en las tres batallas de la carretera de La Coruña).
Fracasado el intento de envolver Madrid por el noroeste, los sublevados lo intentaron por el sureste avanzando hacia el río Jarama para cortar la vital carretera de Valencia, por donde llegaban a Madrid la mayoría de sus suministros. La batalla del Jarama se inició el 4 de febrero y terminó el 23 de febrero de 1937 sin que los sublevados lograran su objetivo. El último intento de envolver Madrid fue una iniciativa del "Corpo di Truppe Volontarie" (CTV) fascista italiano, a la que accedió el "Generalísimo" Franco, y que dio lugar a la batalla de Guadalajara. La idea italiana de la ofensiva era atacar Madrid desde el noreste dirigiéndose a Guadalajara y una vez tomada esta ciudad cortar la carretera de Valencia y entrar en la capital. El día 8 de marzo comenzó el ataque italiano pero el 12 de marzo las tropas republicanas lanzaron una contraofensiva que hizo huir desmoralizada a la 3.ª División italiana. El día 19 de marzo las fuerzas republicanas detuvieron su avance y organizaron líneas de defensa. El 23 de marzo terminó la batalla de Guadalajara que la prensa internacional liberal y de izquierdas llamó la "primera victoria contra el fascismo", destacando el hecho de que muchos "legionari" del CTV habían sido capturados por los "garibaldini" de las Brigadas Internacionales.
Para el escritor e historiador Jorge Martínez Reverte, la Tercera batalla de la carretera de La Coruña, aunque él no la llama exactamente así, cierra la batalla de Madrid, con el siguiente resultado:

Madrid no ha sido la tumba del fascismo como prometía la propaganda de los cartelistas republicanos. Un gran tramo de su perímetro está ocupado por las tropas de Franco, que intentan asfixiar sus comunicaciones y desmoralizar a la población. A los combatientes ya saben que no les pueden vencer. El último intento destinado a cortar las comunicaciones con la Sierra, les ha dejado exhaustos.
 Pero Madrid sí ha sido la ciudad que ha detenido la embestida de los rebeldes por primera vez en la corta historia de las rebeliones antidemocráticas de la extrema derecha, triunfantes en Alemania, Italia y otros países de Europa central.
 En Madrid se respira un aire confuso de triunfo y miseria. La exaltación de la defensa da paso, poco a poco, a la conciencia de que los meses se van a suceder en un permanente conflicto de hambre y muerte. La guerra será larga, dura, y tan implacable como ha transcurrido hasta ahora. Los edificios seguirán desplomándose bajo las bombas. Seguirán muriendo niños. El frente seguirá consumiendo a los hombres por centenares con un apetito insaciable. (...) 
Las bombas ya no caerán apenas en el frente de Madrid hasta que la guerra acabe. Caerán en Madrid. Los que han apoyado la resistencia verán cumplida la amenaza de Franco poco antes del 6 de noviembre: si no se rinde, la ciudad será arrasada